# Ridgeway (Virginie)
Pour les articles homonymes, voir Ridgeway (homonymie).
Ridgeway est une ville située dans le comté de Henry dans l'État de Virginie aux États-Unis.
La population était de 775 personnes lors du recensement effectué en 2000. 
La ville fait partie de la métropole de Martinsville. 
Elle est surtout connue grâce au circuit automobile dénommé Martinsville Speedway situé sur son territoire

## Histoire

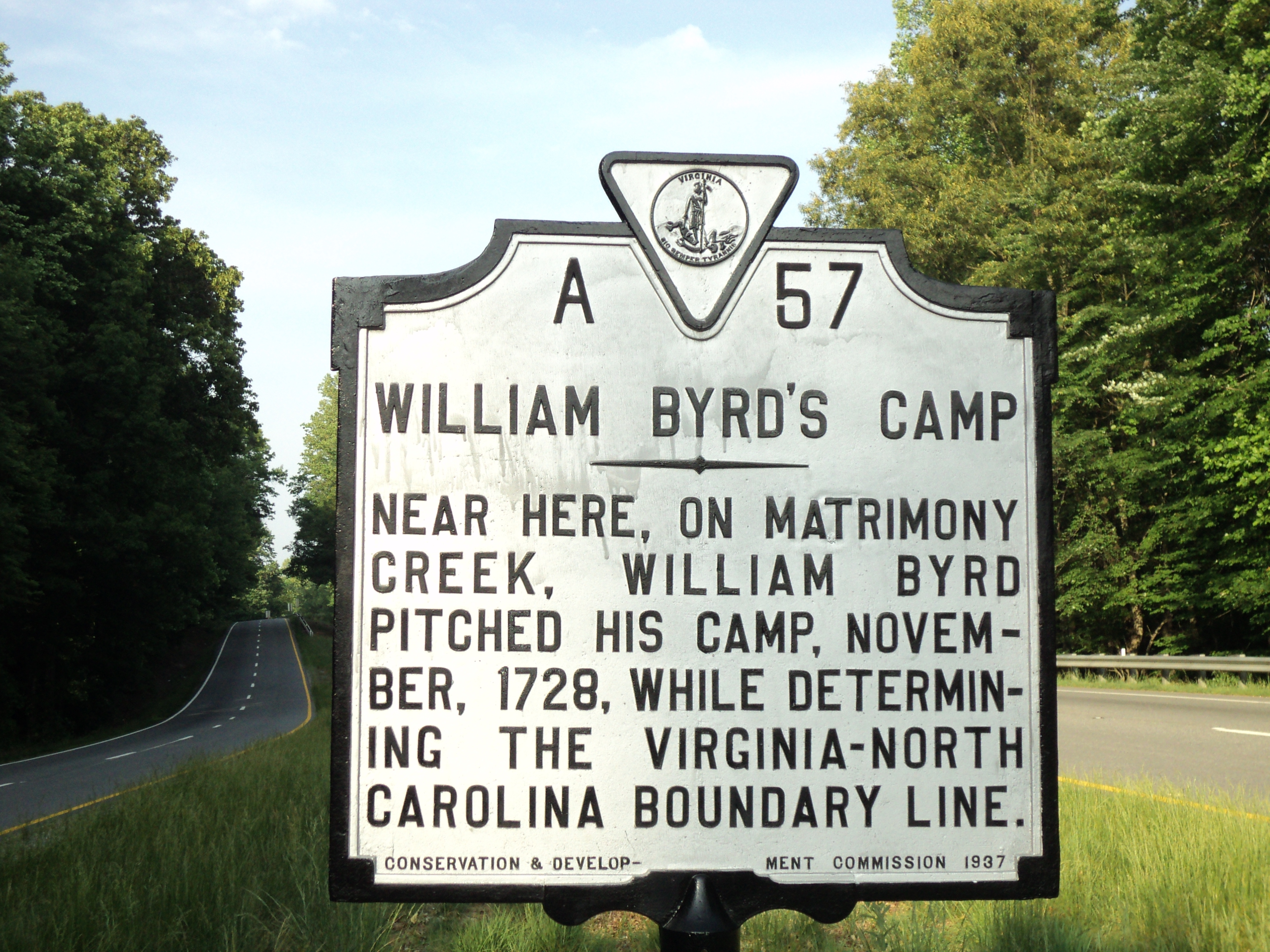
Repère historique du Camp de William Byrd lors de son expédition pour défendre les limites du Comté d'Henry et de la Virginie en 1728

À environ 3 milles (5 km) au sud de Rideway dans le Comté de Henry, sur la U.S. Route 220, se situe le repère historique indiquant l'endroit où en 1728 William Byrd II mena son expédition pour défendre les limites territoriales entre l'état de Virginie et de Caroline du Nord. 
Belleview et Ingleside sont des endroits de la ville repris dans le Registre national des lieux historiques.

## Géographie
Ridgeway est situé à 36° 34′ 45″ N, 79° 51′ 36″ O (36.579148, -79.860078).
Selon le Bureau du recensement des États-Unis (United States Census Bureau), le territoire de la ville présente une superficie totale de 2,4 km2 (0,9 mi2).

## Démographie
| Année | Population | Évolution |
| ----- | ---------- | --------- |
| 1890  | 236        | -         |
| 1900  | 332        | +40.7     |
| 1910  | 393        | +18.4     |
| 1920  | 320        | -18.6     |
| 1930  | 359        | +12.2     |
| 1940  | 422        | +17.5     |
| 1950  | 440        | +4.3      |
| 1960  | 524        | +19.1     |
| 1970  | 624        | +19.1     |
| 1980  | 858        | +37.5     |
| 1990  | 752        | -12.4     |
| 2000  | 775        | +3.1      |
| 2010  | 742        | -4.3      |
| 2015  | 708        | -4.6      |

## Personnage connus
- Jimmy Hensley (en), pilote automobile évoluant en catégorie NASCAR.
- Roscoe Reynolds (en), sénateur de l'état de Virginie.